# Dorfkirche Jatzke

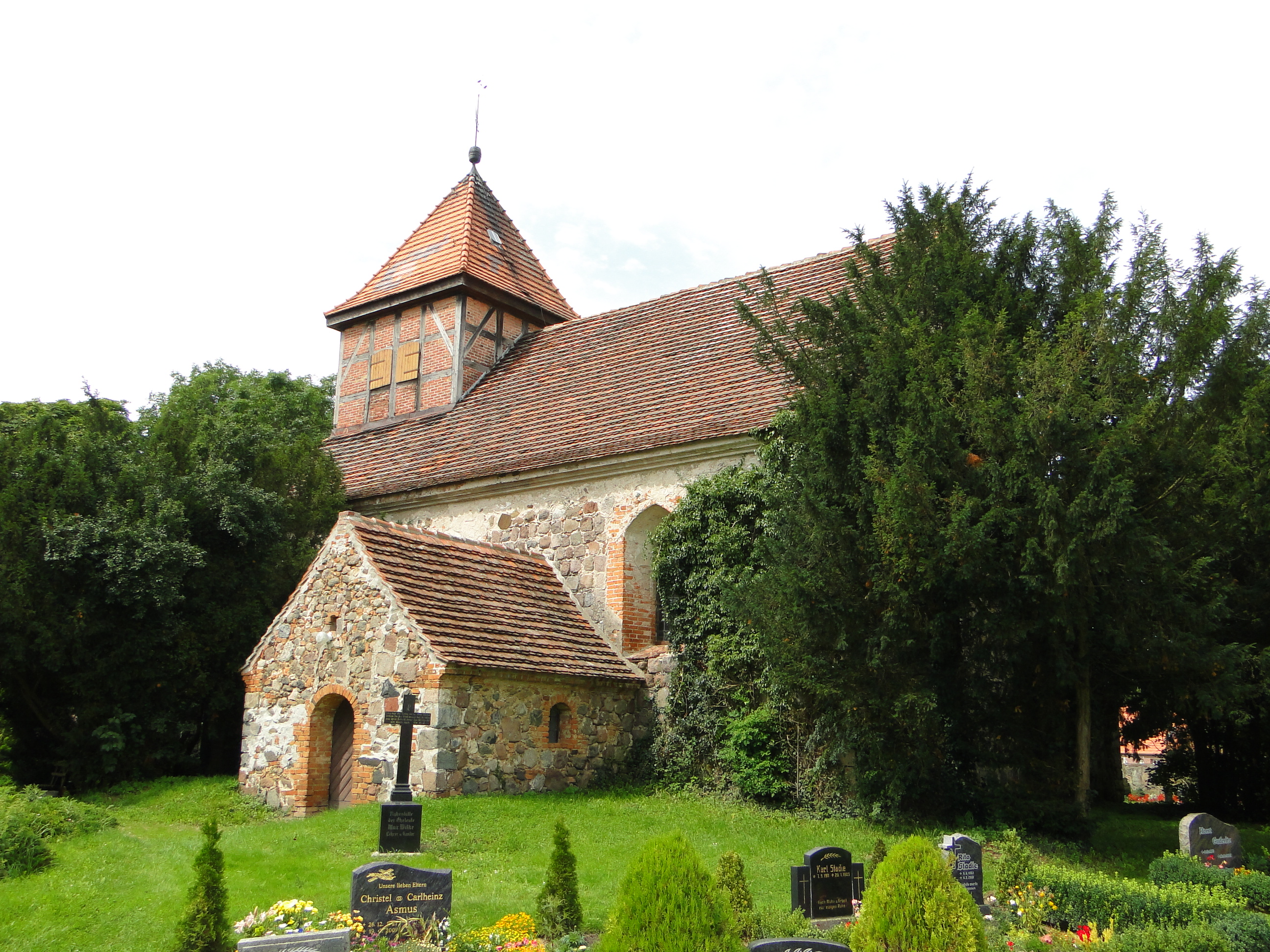
Dorfkirche Jatzke

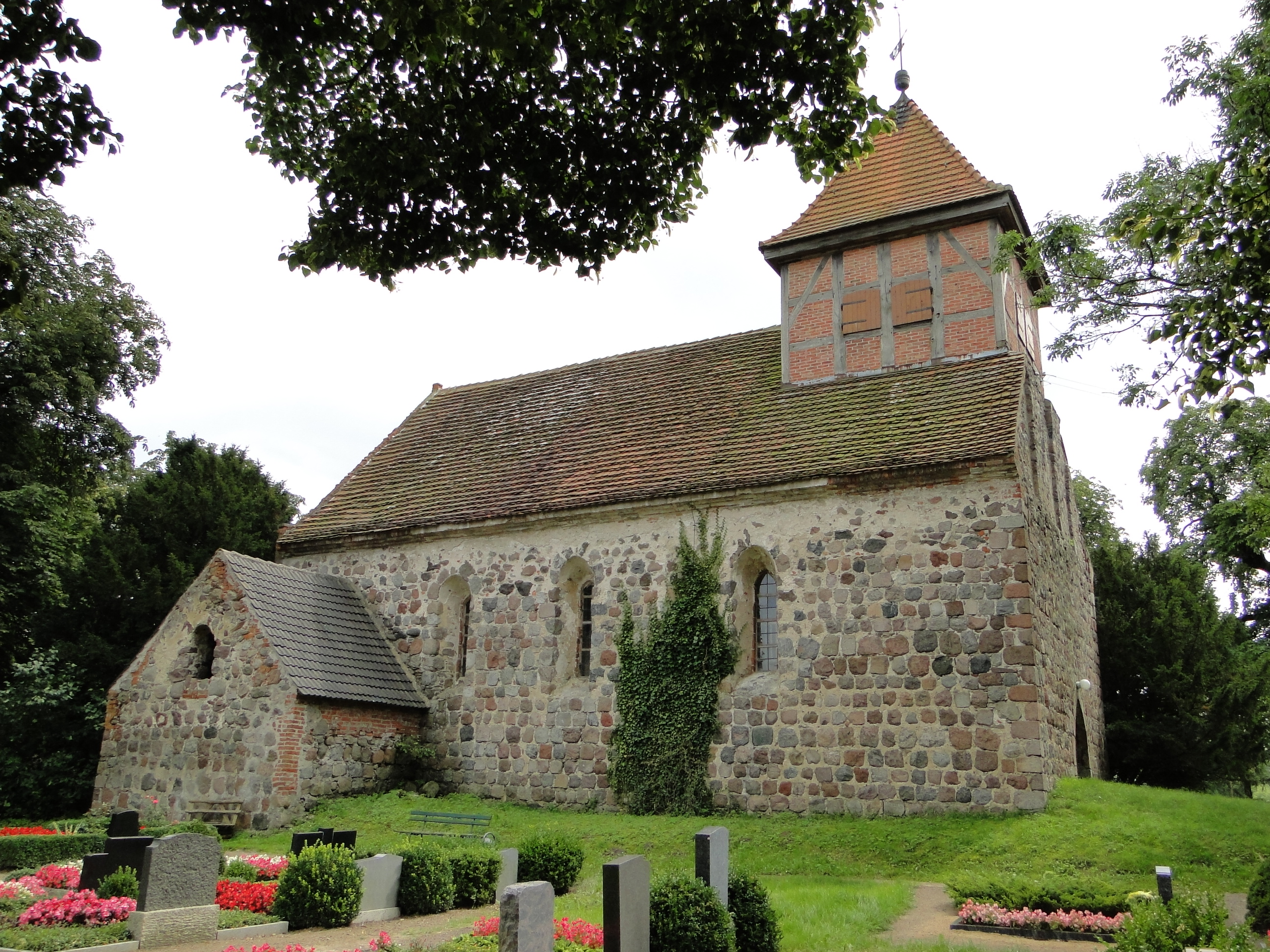
Ansicht von Norden

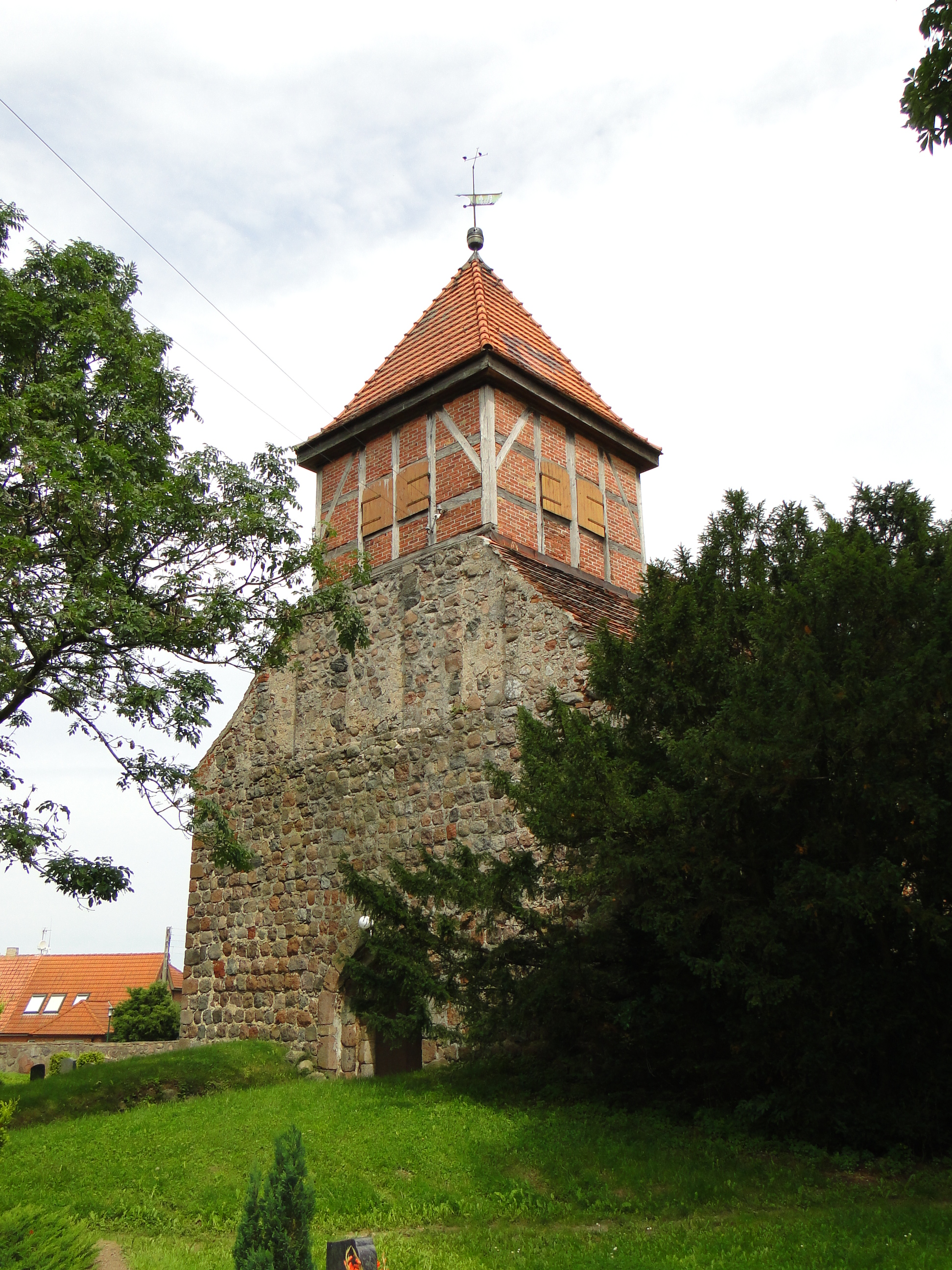
Ansicht von Südwest

Die evangelische Dorfkirche Jatzke ist eine gotische Feldsteinkirche im Ortsteil Jatzke von Friedland im Landkreis Mecklenburgische Seenplatte in Mecklenburg-Vorpommern. Sie gehört zur Kirchengemeinde Friedland in der Propstei Neustrelitz der Evangelisch-Lutherischen Kirche in Norddeutschland (Nordkirche).

## Geschichte und Architektur
Die Dorfkirche Jatzke ist ein rechteckiges Bauwerk aus sorgfältig ausgeführtem Feldsteinmauerwerk mit Blendengiebeln, schmalspitzbogigen Fenstern, einer Dreifenstergruppe im Osten und einer nördlich angebauten Sakristei, das in der zweiten Hälfte des 13. Jahrhunderts erbaut wurde. Die Fenster auf der Südseite wurden nachträglich vergrößert und mit einer Backsteinrahmung versehen, die nördlichen Fenster sind in ursprünglicher Form erhalten. Eine jüngere Eingangshalle aus weniger regelmäßigem Feldsteinmauerwerk ist auf der Südseite angebaut. Von einem 1772 erbauten Fachwerk-Dachturm ist nur das quadratische Glockengeschoss erhalten, das seit 1933 mit einem Zeltdach anstelle des ursprünglichen Spitzhelms gedeckt ist. Ein gestuftes Spitzbogenportal erschließt die Kirche im Westen. Das Innere ist flachgedeckt.

## Ausstattung
Ein Kanzelaltar mit Schranken und dem Wappen der Patronatsfamilie von Gentzkow am Kanzelkorb wurde 1720 geschaffen. Er zeigt bereits den Einfluss des Régencestils. Im Altarauszug ist das Trinitätssymbol eines Dreiecks im Wolkenkranz dargestellt. Das ehemalige Patronatsgestühl und ein Pastorenstuhl mit monumentaler Säulengliederung wurden 1732 hergestellt. Am Patronatsgestühl ist eine Ahnentafel des Felix Ludwig Zabel von Gentzkow und seinen Bruder Balthasar Leopold Dusert von Gentzkow von 1775 anlässlich ihrer Aufnahme in den Johanniterorden angebracht. Ein Schnitzrelief unklarer Herkunft vom Beginn des 16. Jahrhunderts stellt den Gnadenstuhl dar. Über der Eingangstür an der Südseite ist eine Gedenktafel für die Gefallenen des Ersten Weltkriegs angebracht.
Von den Abendmahlskelchen ist ein silberner auf das Jahr 1684 datiert, ein weiterer versilberter Kelch aus Messing wurde um 1800 geschaffen. Zwei Kelche mit Patenen aus Zinn wurden 1740 hergestellt.
Ein Leuchter aus Zinn wurde 1665 geschaffen, ein weiteres Leuchterpaar aus Zinn stammt aus dem Jahr 1794. Eine Taufschale aus Messing wurde 1681 geschaffen. Eine Glocke aus Eisen wurde 1690 von Johann Ernst Petz gegossen, eine weitere Glocke aus dem Jahr 1852 von F. Schünemann aus Demmin.
Anstelle einer Orgel dient der Gemeinde ein Harmonium als Musikinstrument.